# Annamaria Giacometti
Annamaria Giacometti (Milán, 4 de noviembre de 1973) es una deportista italiana que compitió en esgrima, especialista en la modalidad de florete.
Ganó dos medallas de oro en el Campeonato Mundial de Esgrima, en los años 1997 y 1998, y tres medallas en el Campeonato Europeo de Esgrima, en los años 1998 y 1999.

## Palmarés internacional
| Campeonato Mundial | Campeonato Mundial          | Campeonato Mundial | Campeonato Mundial  |
| Año                | Lugar                       | Medalla            | Prueba              |
| ------------------ | --------------------------- | ------------------ | ------------------- |
| 1997               | Ciudad del Cabo (Sudáfrica) | Medalla de oro     | Florete por equipos |
| 1998               | La Chaux-de-Fonds (Suiza)   | Medalla de oro     | Florete por equipos |
| Campeonato Europeo |                             |                    |                     |
| Año                | Lugar                       | Medalla            | Prueba              |
| 1998               | Plovdiv (Bulgaria)          | Medalla de bronce  | Florete por equipos |
| 1999               | Bolzano (Italia)            | Medalla de oro     | Florete por equipos |
| 1999               | Bolzano (Italia)            | Medalla de bronce  | Florete individual  |